# سفارة دولة فلسطين لدى الإكوادور
سفارة دولة فلسطين لدى الإكوادور هي الممثلية الدبلوماسية العُليا لدولة فلسطين لدى الإكوادور.